# Свети Дух (Кожани)
Свети Дух (грч. Άγιο Πνεύμα, Ајо Пневма) је насељено место у општини Кожани у периферији Западна Македонија, Грчка. Према попису из 2021. године било је без становника.
Света Дух се води као посебно насеље од 2002. године.